# Edit Kovács
Pour les articles homonymes, voir Kovács.
Edit Kovács est une fleurettiste hongroise née le 9 juin 1954 à Veszprém.

## Carrière
La fleurettiste hongroise remporte le titre mondial par équipe en 1987. Elle participe aussi aux Jeux olympiques d'été de 1976 à Montréal, de Jeux olympiques d'été de 1980 à Moscou et de 1988 à Séoul, remportant à chaque fois la médaille de bronze par équipe.

## Palmarès

### Jeux olympiques
- Médaille de bronze en fleuret par équipe aux Jeux olympiques d'été de 1976 à Montréal
- Médaille de bronze en fleuret par équipe aux Jeux olympiques d'été de 1980 à Munich
- Médaille de bronze en fleuret par équipe aux Jeux olympiques d'été de 1988 à Séoul

### Championnats du monde
- Médaille d'or en fleuret par équipe aux Championnats du monde d'escrime 1987 à Lausanne
- Médaille d'argent en fleuret par équipe aux Championnats du monde d'escrime 1979 à Melbourne
- Médaille d'argent en fleuret par équipe aux Championnats du monde d'escrime 1982 à Rome
- Médaille d'argent en fleuret par équipe aux Championnats du monde d'escrime 1985 à Barcelone
- Médaille de bronze en fleuret par équipe aux Championnats du monde d'escrime 1981 à Clermont-Ferrand
- Médaille de bronze en fleuret par équipe aux Championnats du monde d'escrime 1983 à Vienne